# NSU TT
Der NSU Prinz 1000 TT, der NSU TT und der NSU TTS waren Pkw-Modelle der NSU Motorenwerke AG und wurden von 1965 bis 1972 in verschiedenen Varianten gebaut. Sie basierten auf dem Massenmodell NSU Prinz 1000.

## Prinz 1000 TT (Typ 67b)

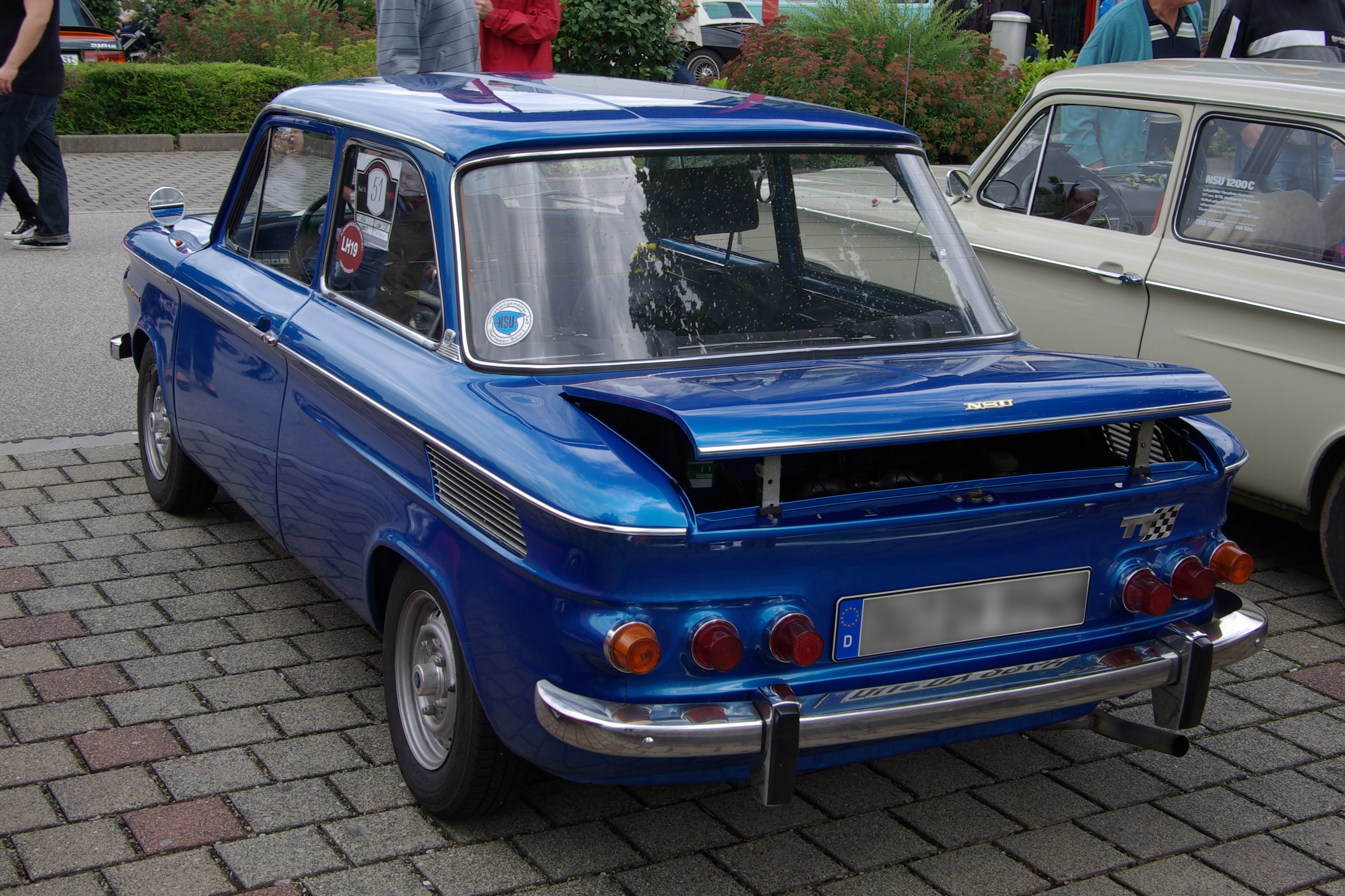
NSU Prinz 1000 TT (Heckansicht)

1965 wurde dem Prinz 1000 der Prinz 1000 TT an die Seite gestellt. Er hatte neben den größeren 13"-Rädern den 1085 cm³ großen Motor des NSU Typ 110, wobei eine Vergrößerung der Verdichtung auf 9:1 die Leistung auf 55 PS (40 kW) brachte und eine Höchstgeschwindigkeit von 148 km/h erreicht wurde. In Verbindung mit einer Leermasse von nur 640 kg ergaben sich sportliche Fahrleistungen.
Gert Hack bemerkte in auto motor und sport: „Auf Anhieb fährt man mit dem TT schnell und zügig durch Kurven, wobei vor allem die Handlichkeit und Leichtigkeit verblüfft, mit der man das Auto dirigieren kann.“
Einen originalen NSU Prinz 1000 TT erkennt man an den Doppelscheinwerfern vorn, dem dazwischen angebrachten schwarzen Streifen mit der Beschriftung „NSU Prinz 1000“, den hinteren Ausstellfenstern und den am Heck angebrachten verchromten Buchstaben „TT“. Außerdem sind hinten im Motorraum am Ansaugschacht zwei Löcher für den Ölkühler gebohrt. Durch die nur mäßige Belüftung des Motorraums neigt der Motor zum Überhitzen, weshalb die Motorhaube während der Fahrt auch aufgestellt wird. Gerissene Ölleitungen verursachten häufig Brände. Außerdem war der Wagen seitenwindempfindlich.
In zwei Jahren entstanden 14.292 NSU Prinz 1000 TT mit 1,1-Liter-Motor.

## TT (Typ 67F)

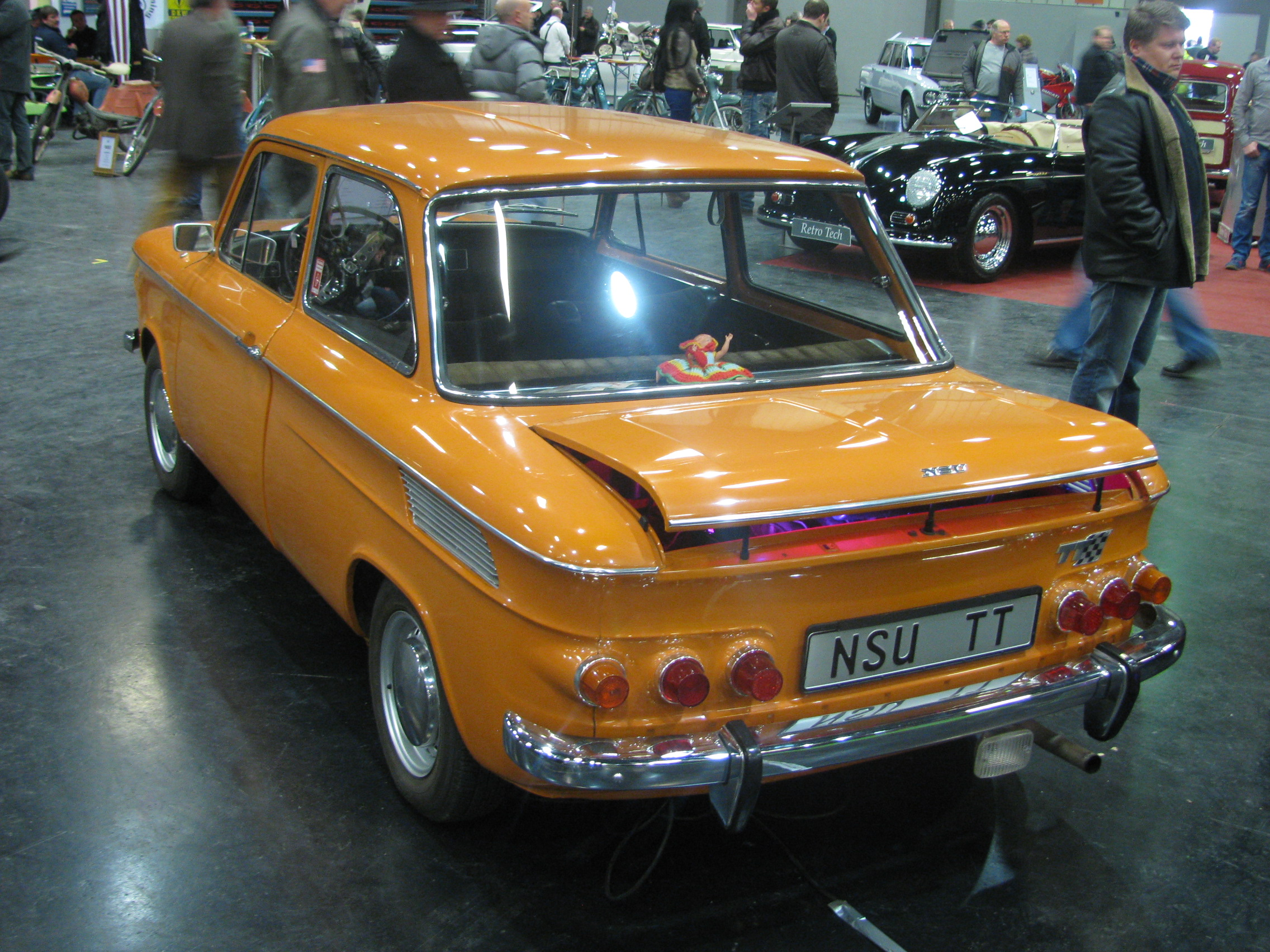
NSU TT (Heckansicht)

1967 wurde der Prinz 1000 TT zum „TT“ (auch „1200 TT“ genannt) weiterentwickelt. Aus einem Hubraum von 1177 cm³ schöpfte der Motor nun 65 PS (48 kW), das Gewicht stieg um 5 kg und die Höchstgeschwindigkeit auf 153 km/h. Fahrzeugtuner boten Motoren mit bis zu 1300 cm³ und 130 PS (96 kW) an, es gab sogar Fahrzeuge mit mechanischer Benzineinspritzung. Die Bezeichnung „Prinz“ entfiel ab 1967 für die Vierzylindertypen.
Anstatt des breiten schwarzen Streifens zwischen den Hauptscheinwerfern war nun ein verchromter Streifen mit schwarzer Einlage angebracht.
Bis zur Produktionseinstellung im Juli 1972 entstanden 49.327 NSU TT mit 1,2-Liter-Motor.

## TTS (Typ 67C)

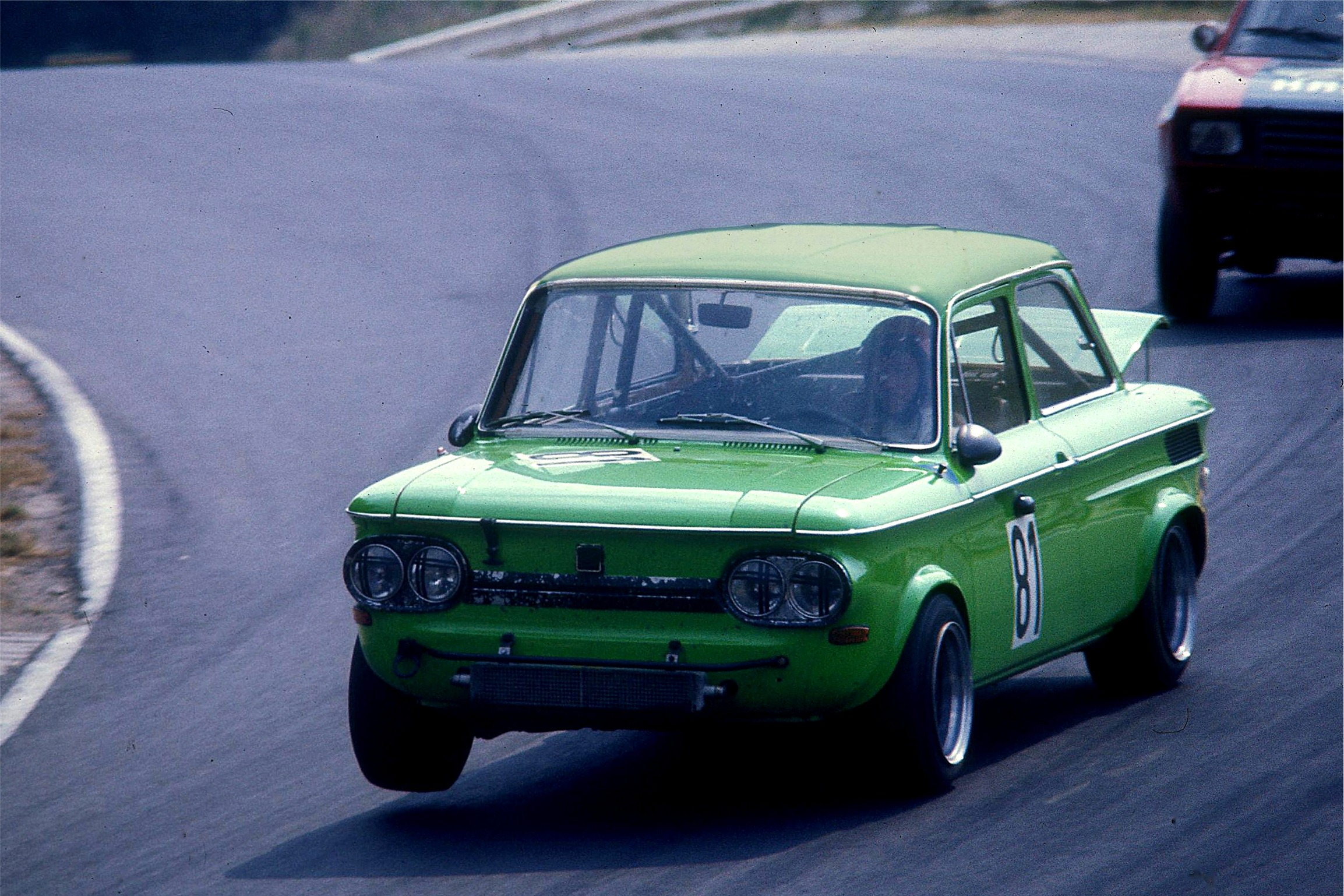
NSU TTS im Jahr 1976 während des Trainings zum Großen Preis der Tourenwagen auf dem Nürburgring

Speziell für den Renn- und Rallyesport wurde im Februar 1967 der TTS eingeführt. (In den ersten Monaten hießen die Fahrzeuge noch „Prinz 1000 TTS“). Diese Fahrzeuge waren als Sportlimousinen konzipiert, die mit geringem Leistungsgewicht das spätere Konzept des VW Golf GTI vorwegnahmen. So holte der TTS aus 996 cm³ Hubraum mit zwei Solex-Doppel-Flachstromvergasern und einem Verdichtungsverhältnis von 10,5:1 serienmäßig 70 PS (51 kW) bei 6150/min, getunt auch über 85 PS (62 kW). Dies entsprach seinerzeit der Motorleistung von Fahrzeugen der gehobenen Mittel- und Oberklasse, der TTS wog jedoch nur 700 kg. Die Räder waren vorn und hinten auf negativen Radsturz eingestellt.
Wegen ihrer Wendigkeit waren die TTS noch lange nach Produktionseinstellung erfolgreich bei Bergrennen und Slalom-Wettbewerben.
Der TTS war an seiner Beschriftung in den Chromstreifen mit schwarzer Einlage zwischen den Hauptscheinwerfern und an den Chrombuchstaben am Heck zu erkennen. Vorn am Wagen war ein zusätzlicher Ölkühler angebracht. Am Ansaugschacht im Motorraum befanden sich drei Löcher für den Ölkühler.
Bis Juli 1971 wurden in etwa alle drei Monate durchgeführten „Produktionskampagnen“ insgesamt 2402 Wagen dieses Typs hergestellt.

## Technische Daten
|                                | 1000 TT                            | TT                                 | TTS                                |
| Bauzeitraum                    | 1965–1967                          | 1967–1972                          | 1967–1971                          |
| Motorkenndaten                 |                                    |                                    |                                    |
| Motortyp                       | 4-Zylinder-Reihenmotor (Heckmotor) | 4-Zylinder-Reihenmotor (Heckmotor) | 4-Zylinder-Reihenmotor (Heckmotor) |
| Ventilsteuerung                | OHC                                | OHC                                | OHC                                |
| Gemischaufbereitung            | 1 Fallstromvergaser                | 2 Fallstromvergaser                | 2 Solex-Doppelvergaser             |
| Kühlung                        | Luftkühlung                        | Luftkühlung                        | Luftkühlung                        |
| Bohrung × Hub                  | 72 × 66,6 mm                       | 75 × 66,6 mm                       | 69 × 66,6 mm                       |
| Hubraum                        | 1085 cm³                           | 1177 cm³                           | 996 cm³                            |
| Verdichtungsverhältnis         | 9,0:1                              | 9,2:1                              | 10,5:1                             |
| max. Leistung bei min−1        | 41 kW (55 PS) / 5800               | 48 kW (65 PS) / 5500               | 52 kW (70 PS) / 6150               |
| max. Drehmoment bei min−1      | 80 Nm / 3500                       | 88 Nm / 3500                       | 83 Nm / 5500                       |
| Kraftübertragung               |                                    |                                    |                                    |
| Antrieb                        | Heckantrieb                        | Heckantrieb                        | Heckantrieb                        |
| Getriebe                       | 4-Gang-Schaltgetriebe              | 4-Gang-Schaltgetriebe              | 4-Gang-Schaltgetriebe              |
| Messwerte                      |                                    |                                    |                                    |
| Höchstgeschwindigkeit          | 148 km/h                           | 153 km/h                           | 160 km/h                           |
| Beschleunigung, 0–100 km/h     | 15 s                               | 14 s                               | 13 s                               |
| Kraftstoffverbrauch auf 100 km | 10 l S                             | 10,5 l S                           | 12 l S                             |
| Leergewicht                    | 680 kg                             | 685 kg                             | 700 kg                             |
| Quelle:                        |                                    |                                    |                                    |